# Однополые браки в Коста-Рике
Однополые браки в Коста-Рике были узаконены Верховным судом 8 августа 2018 года. Постановление вступило в силу через 1,5 года после его вынесения, в мае 2020 года.

## Правовая ситуация
23 мая 2006 года Верховный суд Коста-Рики вынес решение, согласно которому запрет на заключение однополых браков не противоречит конституции страны. За такой вердикт проголосовали 5 из 7 судей.
4 июля 2013 года в стране были приняты поправки к закону «О молодёжи», которые были направлены на усиление социальных гарантий для молодых людей, а также вносили некоторые изменения в статью 242 Семейного кодекса Коста-Рики, регулирующего «фактические браки». Поправки, внесённые в законопроект перед его окончательным чтением левым депутатом от Широкого фронта Хосе Марией Вияльтой Флорес-Эстрадой (исп. Jose Villalta), убрали из текста документа явное определение брака как союза мужчины и женщины и гарантировали равные права и свободы всем семейным союзам, не допуская никакой дискриминации.
1 июля 2013 года законопроект был принят парламентом единогласно 45 голосами в последнем чтении, однако вскоре парламентарии начали опасаться, что принятый закон может легализовать однополые браки и обратились к президенту страны Лауре Чинчилье с просьбой наложить вето на принятый законопроект. Однако президент отказалась и подписала закон 4 июля.
Тем не менее в сентябре 2013 года семейный суд в Сан-Хосе отклонил иск гомосексуальной пары, живущей вместе 6 лет. Мужчины хотели признать свои отношения в качестве «фактического брака», однако судья отказал в этом, сославшись на семейный кодекс, согласно которому как зарегистрированные, так и фактические браки в стране возможны лишь между лицами разного пола. В то же время в июне 2015 года семейный суд удовлетворил иск другой гей-пары из Гойкоэчеа, признав их союз «фактическим браком» в смысле закона 2013 года.
В ходе президентских и парламентских выборов в 2018 году тема однополых браков стала одна из основных. В итоге сторонник легализации Карлос Альварадо опередил ставленника религиозного лобби Фабрисио Альварадо.
В январе 2018 года Межамериканский суд по правам человека, юрисдикция которого распространяется и на Коста-Рику, признал, что Американская конвенция о правах человека даёт право на заключение однополых браков.
8 августа 2018 года Верховный суд вынес решение, что запрет однополых браков противоречит Конституции страны. Он постановил парламенту в течение 1,5 лет разработать соответствующий закон. В случае непринятия такого закона однополые браки должны были быть узаконены автоматически.